# Namibia Premier League 2009/10
Die Saison 2009/10 der Namibia Premier League fand zwischen dem 11. September 2009 und 22. Mai 2010 statt.
Namibischer Fußballmeister wurden wie auch in der Saison 2008/09 die African Stars. Torschützenkönig wurde ebenfalls wie in der Vorsaison Jerome Louis (Black Africa) mit 17 erzielten Toren.

## Zahlen und Fakten
Die Saison 2009/10 wurde von MTC Namibia mit N$ 4,7 Millionen gesponsert. Dieses waren N$ 2,5 Millionen mehr als in der Saison 2008/09. Alle Mannschaften erhielten Preisgelder am Saisonende, die zwischen N$ 600.000 für den Meister, N$ 400.000 für den Vizemeister und N$ 7.000 für den letzten Platz liegen. Jede Mannschaft erhielt zudem ein Startkapital von N$ 300.000 und monatliche Zuschüsse von N$ 30.000, die jedoch im März 2010 eingestellt wurden.

## Abschlusstabelle
| Pl.                                    | Verein               | Sp. | S  | U | N  | Tore    | Diff. | Punkte |
| -------------------------------------- | -------------------- | --- | -- | - | -- | ------- | ----- | ------ |
| 1.                                     | African Stars        | 22  | 12 | 8 | 2  | 031:130 | +18   | 44     |
| 2.                                     | Orlando Pirates      | 22  | 12 | 6 | 4  | 037:240 | +13   | 42     |
| 3.                                     | Black Africa         | 22  | 10 | 7 | 5  | 043:240 | +19   | 37     |
| 4.                                     | United Africa Tigers | 22  | 10 | 7 | 5  | 021:140 | +7    | 37     |
| 5.                                     | Eleven Arrows        | 22  | 9  | 7 | 6  | 019:150 | +4    | 34     |
| 6.                                     | LHU Blue Waters FC   | 22  | 9  | 6 | 7  | 027:230 | +4    | 33     |
| 7.                                     | SK Windhoek          | 22  | 8  | 5 | 9  | 029:330 | −4    | 29     |
| 8.                                     | Civics FC            | 22  | 8  | 4 | 10 | 042:310 | +11   | 28     |
| 9.                                     | Oshakati City        | 22  | 6  | 6 | 10 | 023:390 | −16   | 24     |
| 10.                                    | Ramblers Club        | 22  | 4  | 8 | 10 | 023:370 | −14   | 20     |
| 11.                                    | Hotspurs             | 22  | 4  | 4 | 14 | 024:350 | −11   | 16     |
| 12.                                    | United Stars         | 22  | 3  | 6 | 13 | 026:570 | −31   | 15     |
| Quelle: NPL 2009/2010, Stand: Endstand |                      |     |    |   |    |         |       |        |

## Spielstätten
Die Stadien der Saison 2009/10 sind nachstehend zu finden. Zum ersten Mal in der Geschichte der Namibia Premier League wurden strenge Standards für die Stadien festgelegt. So wurden das Independence Stadium in Oshakati und der Rundu-Sportkomplex in Rundu als unsicher eingestuft, so dass hier keine Ligaspiele stattfinden durften.
| Stadion              | Stadt        | Kapazität (max.) |
| -------------------- | ------------ | ---------------- |
| Omulunga Stadium1    | Grootfontein |                  |
| Embandu Stadium      | Oshakati     |                  |
| Rundu Sports Stadium | Rundu        | 500              |
| SFC Stadium2         | Swakopmund   |                  |
| Kuisebmond Stadium   | Walvis Bay   | 4.000            |
| Atlantis Stadium3    | Walvis Bay   |                  |
| Independence Stadium | Windhoek     | 25.000           |
| Sam Nujoma Stadium   | Windhoek     | 10.300           |
| SKW Stadium          | Windhoek     | 800              |
| Ramblers Stadium     | Windhoek     | 1.000            |

1 Heimspiele der United Stars fanden im April und Mai 2010 wegen Renovierung des Rundu-Stadions hier statt.

2 Heimspiele der Eleven Arrows fanden bis November 2009 wegen Renovierung des Kuisebmond-Stadions hier statt.

3 Heimspiele der LHU Blue Waters FC fanden bis November 2009 wegen Renovierung des Kuisebmond-Stadions hier statt.